# Druhé Galaktické impérium
Druhé Galaktické impérium (anglicky Second Galactic Empire), resp. Darth Kraytovo Galaktické impérium (anglicky Darth Krayt's Galactic Empire), také známé jako Darth Kraytovo Sithské impérium (Darth Krayt's Sith Empire), je v rozšířeném (mimokanonickém) fiktivním světě Star Wars rozsáhlá galaktická říše. Bývá označována jako Galaktické impérium, „Sithské impérium“ či „Nové impérium“. Vznikla odtržením od Felova impéria, umírněné konstituční monarchie, která dosud vládla galaxii mírnější formou a jenom okrajově užívala temné strany síly. Naproti tomu Darth Kraytova říše představuje obnovení tvrdé diktatury Sithů a je jejich návratem k moci, tudíž je jakýmsi pomyslným pokračovatelem prvního Impéria císaře Palatina (Sidiouse). Darth Kraytova vláda se od prvního Impéria liší nastolením sithského kultu a založením Nového řádu Sithů, který umožňuje výcvik většího počtu nových žáků. 
Druhé Galaktické impérium zaniká v Druhé imperiální občanské válce (130–138 ABY), kdy se proti němu spojily síly Felova Impéria v exilu (zbytky vytlačeného Felova impéria), imperiálních rytířů, Zůstatku Galaktické aliance a Nového řádu jediů. Císař Darth Krayt je na závěr zabit Cadem Skywalkerem. Poté obnovené Felovo impérium vytváří spolu se Zůstatkem Galaktické aliance a Novým řádem jediů společnou alianci pod názvem Triumvirát Galaktické federace.
Darth Kraytovo Galaktické impérium (Druhé Galaktické impérium) se nachází pouze v tzv. „legendách“ neboli beletristických příbězích mimo oficiální kánon.